# 3939 Huruhata
3939 Huruhata је астероид главног астероидног појаса са пречником од приближно 30,46 .
Афел астероида је на удаљености од 3,426 астрономских јединица (АЈ) од Сунца, а перихел на 2,804 АЈ.
Ексцентрицитет орбите износи 0,099, инклинација (нагиб) орбите у односу на раван еклиптике 24,743 степени, а орбитални период износи 2008,714 дана (5,499 година).
Апсолутна магнитуда астероида је 11,40 а геометријски албедо 0,052.
Астероид је откривен 7. априла 1953. године.